# Run Devil Run (bài hát của Girls' Generation)
"Run Devil Run" là một bài hát của nhóm nhạc nữ Hàn Quốc Girls' Generation, được phát hành lần đầu tiên vào ngày 17 tháng 3 năm 2010 với vai trò là bài hát chủ đề cho phiên bản phát hành lại của album phòng thu thứ hai của nhóm. Một phiên bản tiếng Nhật của bài hát được phát hành cùng với "Mr. Taxi" vào ngày 23 tháng 4 năm 2011 với vai trò là đĩa đơn thứ ba từ album phòng thu tiếng Nhật đầu tay của nhóm.

## Bối cảnh và phát hành
"Run Devil Run" được sáng tác bởi Alex James, Busbee và Kalle Engström. Năm 2008, nữ ca sĩ người Mỹ Kesha thu âm một bản demo của bài hát nhưng đã không phát hành. Sau đó bài hát được bán bản quyền cho SM Entertainment.
Phiên bản tiếng Hàn của "Run Devil Run" đạt vị trí thứ nhất trên bảng xếp hạng nhạc số hàng tuần của Gaon trong hai tuần liên tiếp. Còn phiên bản tiếng Nhật của bài hát thì đạt thứ hạng cao nhất ở vị trí thứ hai trên bảng xếp hạng đĩa đơn hàng ngày của Oricon.

## Bảng xếp hạng
| Bảng xếp hạng (2010)              | Thứ hạng cao nhất |
| --------------------------------- | ----------------- |
| Đĩa đơn Hàn Quốc hàng tuần (Gaon) | 1                 |
| Đĩa đơn Hàn Quốc cuối năm (Gaon)  | 25                |

| Bảng xếp hạng (2011)       | Thứ hạng cao nhất |
| -------------------------- | ----------------- |
| Japan Hot 100 (Billboard)  | 19                |
| RIAJ Digital Track Chart   | 4                 |
| Đĩa đơn Nhật Bản (Oricon)  | 2                 |
| Album Hàn Quốc (Gaon)      | 1                 |
| Đĩa đơn Đài Loan (G-Music) | 3                 |

## Chứng nhận và doanh số
| Quốc gia                               | Chứng nhận | Số đơn vị/doanh số chứng nhận |
| -------------------------------------- | ---------- | ----------------------------- |
| Nhật Bản (RIAJ) Phiên bản tiếng Nhật   | Vàng       | 100.000^                      |
| South Korea (Gaon) Phiên bản tiếng Hàn |            | 2.171.755                     |

## Lịch sử phát hành
| Khu vực  | Ngày                | Định dạng | Hãng đĩa                                  |
| -------- | ------------------- | --------- | ----------------------------------------- |
| Hàn Quốc | 17 tháng 3 năm 2010 | Tải về    | SM Entertainment                          |
| Nhật Bản | 25 tháng 1 năm 2011 | Tải về    | Nayutawave Records, Universal Music Japan |
| Nhật Bản | 27 tháng 4 năm 2011 | CD + DVD  | Nayutawave Records, Universal Music Japan |